# فليك كولبي
فليك كولبي (بالإنجليزية: Flick Colby)‏ هي مصممة رقص أمريكية، ولدت في 23 مارس 1946، وتوفيت في 26 مايو 2011 بسبب ذات الرئة.

## وصلات خارجية
- فليك كولبي على موقع IMDb (الإنجليزية)